# RARBG
RARBGは、BitTorrentプロトコルを用いたP2Pファイル共有を促進するために、トレントファイルおよびマグネットリンクを提供していたウェブサイトである。2014年から2023年にかけて、RARBGはTorrentFreakによる年間の最も訪問されたトレントサイトのリストに繰り返し登場し、2023年1月時点で4位にランクされていた。このウェブサイトはユーザーによるトレントのアップロードを許可していなかった。

## 歴史
RARBGは2008年に設立された。当初はブルガリアのBitTorrentトラッカーとして構想され（名称中のBGは「ブルガリア」を意味する）、それ以来国際的にサービスを提供していた。TorrentFreakによれば、RARBGは英語による「高品質な映像リリース」を専門としていたが、「ゲーム、ソフトウェア、音楽」なども取り扱っていた。
このウェブサイトは2019年にアメリカ合衆国通商代表によって「悪名高い市場」と表現された。2020年には、ブルガリアの法執行機関による標的とされた。

### 閉鎖
2023年5月31日、同サイトは閉鎖を発表した。その理由として、2021年から2023年の国際的なインフレ、COVID-19パンデミックの副次的影響、そしてロシアのウクライナ侵攻によって運営費用を賄えなくなったことが挙げられている。

## 検閲およびブロッキング
RARBGは著作権侵害を助長していることを理由に、世界各国で法的理由によりブロックされた。2008年12月には、BREINからの法的圧力により、同サイトは1週間閉鎖された。2017年には、Googleの「カルーセル」検索結果にトレントサイトへのリンクが表示されたことによる論争の後、RARBGはGoogle 検索結果から除外された。2020年12月時点で、映画スタジオが海賊行為を行った個人の情報を要求してハリケーン・エレクトリックを提訴したことにより、同社を通じて運営されているVPNサービスであるSophidea VPNはRARBGを含む複数のトレントサイトへのアクセスをブロックした。
| 国             | ブロックした日付 |
| -------------- | ---------------- |
| サウジアラビア | 2014年4月2日     |
| イギリス       | 2014年11月27日   |
| デンマーク     | 2015年3月27日    |
| トルコ         | 2015年8月12日    |
| ポルトガル     | 2015年10月26日   |
| イタリア       | 2017年3月6日     |
| オーストラリア | 2017年8月18日    |
| インドネシア   | 2017年10月10日   |
| フィンランド   | 2018年6月8日     |
| アイルランド   | 2018年1月18日    |
| ベルギー       | 2019年1月3日     |
| インド         | 2019年4月12日    |
| ギリシャ       | 2019年5月15日    |
| オランダ       | 2022年3月31日    |
| イラン         | 不明             |
| ブルガリア     | 不明             |
| オマーン       | 不明             |
| 中国           | 不明             |